# Parachernes dissimilis
Parachernes dissimilis är en spindeldjursart som beskrevs av William B. Muchmore 1980. Parachernes dissimilis ingår i släktet Parachernes och familjen blindklokrypare. Inga underarter finns listade i Catalogue of Life.